# Jürgen von Beckerath
Jürgen Rudolf Friedrich von Beckerath (Hannover, 19 de febrer de 1920 - 26 de juny de 2016) fou un eminent egiptòleg alemany, considerat un dels primers erudits en l'Imperi Nou i el Tercer període intermedi d'Egipte, juntament amb Kenneth Kitchen.
Fou un escriptor prolífic que ha publicat innombrables articles en revistes com ara:Orientalia, Göttinger Miszellen (GM), Journal of the American Research Center in Egypt (JARCE), Archiv für Orientforschung (AFO) i Studien zur Altägyptischen Kultur (SAK), entre d'altres.
Entre les seves diverses publicacions es poden esmentar Handbuch der Ägyptischen Königsnamen i Chronologie des Pharaonischen Ägypten, que és considerada pels acadèmics com un dels millors i més complets estudis sobre la cronologia de l'Antic Egipte i els seus diversos faraons.
Beckerath va viure amb la seva esposa Irmgard a Schlehdorf vora el Llac Kochel a l'Alta Baviera.

## Aportacions acadèmiques
A més de la seva obra cronològica, Beckerath ha escrit al llarg de la seva carrera acadèmica nombroses publicacions, en què ha dissipat molts supòsits o creences anteriors en analitzar meticulosament l'evidència original. Per exemple, en 1966 va examinar i va transcriure una estela poc conegudam datada l'any 22 d'Osorkon II, que es creia relatava un jubileu. Beckerath va revelar que en aquest document no s'esmenta cap Heb Sed ni celebracions del Jubileu d'Osorkon, com seria d'esperar si s'haguessin celebrat. En lloc d'això, Beckerath va demostrar que en l'estela simplement es llegeix: «any 22 º sota la Majestat del Rei de l'Alt i el Baix Egipte, Usermaatra Setepenamon (nom de Nesut-Bity d'Osorkon II), fill de Ra, el bé estimat Osorkon Meryamón (nom de Sa-Ra) en la presència dels déus Osiris, Horus i Isis que li beneeixen. » En altres paraules, el document és només una estela perfectament normal que representa al rei davant aquesta trinitat dels déus. Beckerath encertadament observa que aquesta nova evidència llança seriosos dubtes sobre la transcripció que Edward Wente (1976) va realitzar a Bubastis d'una inscripció danyada: «que el Heb Sed es va celebrar l'any 22» i no l'any 30, com era habitual entre els faraons de la dinastia XXII.
Altres coneguts estudis van ser el que va realitzar sobre la identitat Sheshonq II i un estudi del papir de Brooklyn en què sosté que la referència sobre l'any 49 del regnat, que s'atribueix generalment a Sheshonq III, es refereix a Psusennes I.

## Publicacions
- Tanis und Thebe, historische Grundlagen der Ramessidenzeit in Ägypten, n ° 16, Ägyptologische Forschungen, JJ Glückstadt, 1951 0933-338X ISSN  0933-338X
- Untersuchungen zur politischen Geschichte der zweiten Zwischenzeit in Ägypten, Glückstadt, 1964
- Untersuchungen zur politischen Geschichte der Zweiten Zwischenzeit in Ägypten, Múnic-Berlín, 1965
- Abriss der Geschichte donis Alten Ägypten. Oldenbourg, Múnic / Berlín 1971
- Handbuch der ägyptischen Königsnamen (= Münchner ägyptologische Studien. Vol 20). Deutscher Kunstverlag, Múnic o. a. 1984, ISBN 3-422-00832-2
- Chronologie des pharaonischen Ägypten. Die Zeitbestimmung der ägyptischen Geschichte von der Vorzeit bis 332 v. Chr, Münchner Ägyptologische Studien, vol. 46. Ed Philipp von Zabern, Mainz, 1997, ISBN 3-8053-2310-7
- Chronologie des ägyptischen Neuen Reiches (= Hildesheimer ägyptologische Beiträge. Vol 39). Gerstenberg, Hildesheim 1994, ISBN 3-8067-8132-X
- Chronologie des pharaonischen Ägypten. Die Zeitbestimmung der ägyptischen Geschichte von der Vorzeit bis 332 v. Chr (= Münchner ägyptologische Studien. Bd 46). von Zabern, Mainz 1997, ISBN 3-8053-2310-7
- Handbuch der altägyptischen Königsnamen, Münchner Ägyptologische Studien (MAS), Bd 49. Philipp von Zabern, Mainz, 1999, ISBN 3-8053-2591-6.